# University of North Carolina Press

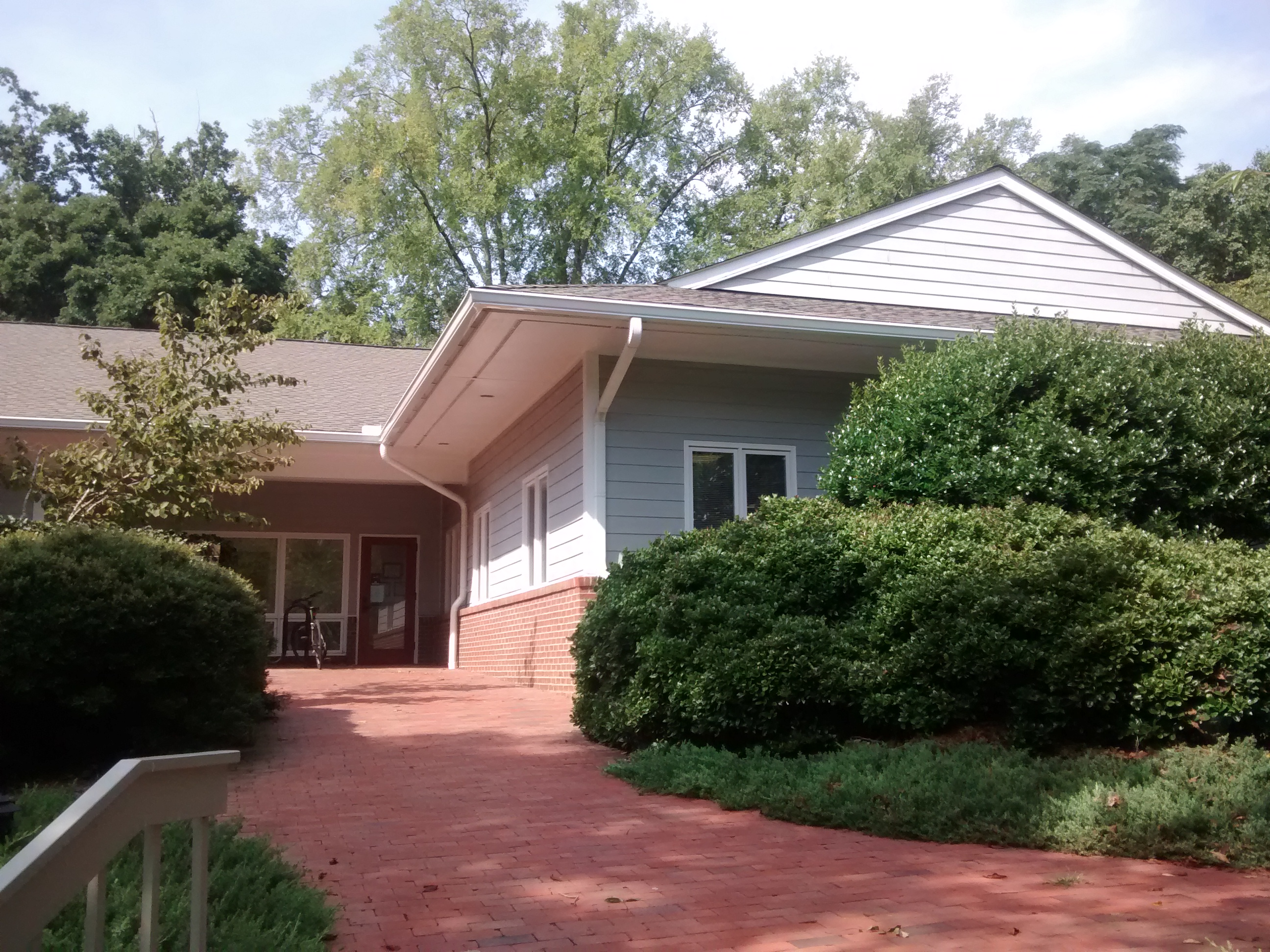
Prédio da UNC Press.

A University of North Carolina Press (ou UNC Press ), fundada em 1922, é uma editora universitária que faz parte da University of North Carolina. Foi a primeira editora universitária fundada no sul dos Estados Unidos. É membro da Association of University Presses (AUPresses)  e publica livros e periódicos acadêmicos e de interesse geral. De acordo com seu site, a UNC Press promove "a missão tripla de ensino, pesquisa e serviço público da Universidade da Carolina do Norte, publicando livros e periódicos de primeira linha para estudantes, acadêmicos e leitores em geral". Recebe apoio do estado da Carolina do Norte e contribuições de doadores individuais e institucionais que criaram seu fundo patrimonial. Sua sede está localizada em Chapel Hill.

## História
Em 1922, no campus da universidade estadual mais antiga do país, a University of North Carolina em Chapel Hill, treze educadores e líderes cívicos se reuniram para fundar uma editora. Sua criação, a University of North Carolina Press, foi a primeira editora universitária do Sul e uma das primeiras do país. Hoje, a imprensa é uma afiliada do Sistema UNC de 17 campi, e seu objetivo continua sendo promover bolsas de estudo e servir a população do estado e da região.
A UNC Press foi a primeira editora acadêmica a desenvolver um programa contínuo de livros de e sobre afro-americanos, começando no final da década de 1920. Em 1950, quase 100 desses volumes apareceram sob sua marca, incluindo o primeiro livro do famoso historiador John Hope Franklin, The Free Negro in North Carolina, 1790–1860, publicado em 1943. Na década de 1970, a UNC Press estava novamente na vanguarda, reconhecendo o campo interdisciplinar emergente dos estudos das mulheres, assumindo uma liderança inicial na publicação de obras literárias e históricas feministas de distinção. Tanto os estudos afro-americanos quanto os estudos de gênero e mulheres continuam sendo os pilares do programa editorial da UNC Press hoje. E, mais recentemente, o programa de publicação da UNC Press ajudou a promover a crescente importância dos estudos indígenas e nativos americanos, um campo de interesse nacional e global que floresceu na última década com o estabelecimento de novas associações acadêmicas e departamentos acadêmicos.
Quando a UNC Press foi fundada, as editoras universitárias publicavam trabalhos estritamente para estudiosos e por estudiosos, principalmente aqueles da faculdade de origem. Hoje, os autores da UNC Press vêm de todo o país e do mundo.
A UNC Press tem parcerias com várias outras instituições e grupos públicos líderes, incluindo o Omohundro Institute of Early American History and Culture, o Center for Documentary Studies da Duke University, o Clements Center for Southwest Studies da Southern Methodist University e o North Carolina Office de Arquivos e História.
Em 2006, a UNC Press iniciou a empresa de distribuição Longleaf Services como afiliada. O preenchimento de Longleaf é fornecido pelo Ingram Content Group. Através desta subsidiária integral sem fins lucrativos, a Longleaf Services fornece economias de escala em serviços de back-end para um grupo crescente de editoras universitárias. Além disso, o Office of Scholarly Publishing Services está expandindo sua função dentro do Sistema UNC de 17 campus para apoiar a publicação originada em suas diversas universidades.

## Produtividade
Desde a sua fundação, a UNC Press tem se concentrado na publicação de trabalhos acadêmicos, ao mesmo tempo em que cria um dos primeiros e mais fortes programas de publicação regional do país.
Ao se aproximar do centenário de sua fundação em 2022, a UNC Press publicou mais de 6.000 livros e mantém uma lista impressa de mais de 4.000 títulos.
A UNC Press ganhou muitos prêmios de livros, incluindo o National Book Award, o Prêmio Pulitzer, o Prêmio Bancroft, o Prêmio Frederick Douglass e os principais prêmios concedidos pelas principais sociedades acadêmicas e organizações respeitadas como a American Bar Association ; o Instituto Americano de Arquitetos ; a Sociedade Americana de Compositores, Autores e Editores ; e a Royal Society of Canada. Ao longo dos anos, os títulos da UNC Press ganharam centenas de prêmios importantes em história americana e mundial, estudos religiosos, estudos latino-americanos e caribenhos, estudos americanos, estudos de gênero e mulheres, estudos literários, música, arquitetura, direitos humanos e estudos jurídicos.
Autores notáveis da UNC Press incluem historiadores como John Hope Franklin, Gerda Lerner, Gordon Wood, Mary Kelley, Jacquelyn Dowd Hall, Nell Irvin Painter, Glenda Gilmore, Timothy Tyson, Gary W. Gallagher, William A. Darity Jr., Tiya Miles, Laurent Dubois, Keeanga-Yamahtta Taylor, Cedric J. Robinson, Robin DG Kelley, Kelly Lytle Hernández e Louis A. Pérez Jr.; estudiosos das religiões americanas e mundiais, incluindo Carl W. Ernst, Catherine Brekus e Anthea Butler ; escritores e críticos literários como Elizabeth Lawrence, Cleanth Brooks, Phillis Wheatley, Thomas Wolfe, Paul Green e Wilma Dykeman ; estudiosos proeminentes do sul dos Estados Unidos, incluindo Howard Odum a William Ferris ; e celebridades da Carolina do Norte, incluindo David Stick, Bill Neal, Conselho de Mildred (Mama Dip) e Bland Simpson.
A imprensa publicou muitas edições de documentários em vários volumes, como The Papers of John Marshall, The Papers of General Nathanael Greene, The Black Abolitionist Papers e The Complete Works of Captain John Smith.
Notáveis obras de referência publicadas incluem a Encyclopedia of Southern Culture, a North Carolina Architecture e a Encyclopedia of North Carolina.